# Джарылгачский национальный природный парк
Джарылгачский национальний природный парк (укр. Джарилгацький національний природний парк) — национальный парк, расположенный на острове Джарылгач (Скадовский район, Херсонская область, Украина). Создан 11 декабря 2009 года. Площадь — 10 000 га.
Джарылгачский залив, что в составе парка, имеет статус водно-болотных угодий международного значения, согласно Рамсарской конвенции, с особым охранным режимом.

## История
В 1923 году остров Джарылгач был включён в состав заповедника «Аскания-Нова». В 1927 году был создан Приморский заповедник площадью 32 тыс. га. В территорию парка вошли: остров Джарылгач, Тендровская коса, Долгий, Орлов, Бабин, Смоленый и западная часть акватории Джарылгачского залива. Но вскоре заповедный статус территории был ликвидирован. В 1974 году был создан Джарылгачский ботанический заказник общегосударственного значения, площадью 300 га.
На базе Джарылгачского заказника 11 декабря 2009 года был создан Джарылгачский национальный природный парк согласно указу Президента Украины Виктора Ющенко с целью сохранения природных и историко-культурных комплексов и объектов северного побережья Чёрного моря, имеющих важное природоохранное, научное, эстетическое, рекреационное и оздоровительное значение.

## Описание
В состав национального природного парка включено 10 000 га земель госсобственности, в том числе 7 531 га земель государственного предприятия «Скадовское исследовательское лесоохотничье хозяйство» и 2 469 га акватории Джарылгачского залива Чёрного моря, что входят в состав парка без изъятия.
В границах парка расположен Джарылгачский заказник и является его заповедной зоной парка.

## Природа
Растительность острова классифицирована украинским зоологом и природозащитником Н. В. Шарлеманем в 1927 году. По его классификации остров можно разделить на 4 полосы: северный берег с намывами морской травы (камки) (шириной 3 м — 1.5 км), песка и черепашек; солёные озёра и солончаки с типичной растительностью; степь, занимающий среднюю часть острова; южный берег с песчаным пляжем и кучугурами. Также растительность острова исследовал ботаник И. К. Пачоский, который заведовал в 1922—1923 года тогдашним ботаническим отделом заповедника Аскания-Нова. На острове растёт 499 видов сосудистых растений, из которых 51 эндемик. 11 видов занесены в Красную книгу Украины (ККУ), например ковыль днепровский (Stipa borysthenica Klok. ex Prokud.), меч-трава болотная (Cladium mariscus) и золотобородник цикадовый (Chrysopogon gryllus (L.) Trin.), 4 — Европейский красный список.
Животный мир прилегающей к острову акватории разнообразен. Наиболее яркими представителями являются каменная (Palaemon elegans) и травяная (Palaemon adspersus) креветки, два десятка видов крабов, а также стерлядь и севрюга, занесённые в ККУ.
На острове встречается 15 видов млекопитающих, среди которых есть те, которые способны переходить на остров по косе или льду в зимний период — заяц-русак (Lepus europaeus), обыкновенная лисица (Vulpes vulpes) и дикий кабан (Sus scrofa). Пресмыкающиеся острова: разноцветная ящурка (Eremias arguta), степная гадюка (Vipera ursinii) и обыкновенный уж (Natrix natrix); земноводные: зелёная жаба (Pseudepidalea viridis) и обыкновенная квакша (Hyla arborea). На острове насчитывается 248 видов птиц. Во время зимовки и птичьих миграций в прибрежных территориях Джарылгачского и Каркинитского заливов скапливается до 150 тысяч пернатых, преимущественно водоплавающих. Непосредственно на побережье находят приют и корм мигрирующие водоплавающие птицы, например лебедь-кликун (Cygnus cygnus) и лебедь-шипун (Cygnus olor), образуя скопления до 7 тысяч особей. 47 видов птиц острова занесены в ККУ, в том числе розовый пеликан (Pelecanus onocrotalus), огарь (Tadorna ferruginea), дрофа (Otis tarda), чёрный аист (Ciconia nigra), журавль-красавка (Anthropoides virgo).
В 16-18 века привычными были благородный олень (Cervus elaphus), дикий кабан (Sus scrofa), сайгак (Saiga tatarica) и кулан (Equus hemionus), а до 19 века — тарпан. В 1972 году был акклиматизирован асканийский марал (или гибридный олень; гибрид благородного оленя Cervus elaphus L.); в 1980 году был завезён европейский муфлон (Ovis gmelini), в конце 1980-х годов — лань (Dama dama). Завезённые гибридный олень и европейский муфлон имели сугубо охотничьи цели, в то время как местным видам внимание не уделялось.
В Джарылгачском и Каркинитском заливах встречаются три вида отряда китообразные: дельфин-белобочка (Delphinus delphis), афалина (Tursiops truncatus), морская свинья (а именно подвид черноморская морская свинья (Phocoena phocoena relicta)), занесённые в ККУ.